# Nwal-Endéné Miyem
Endéné Miyem (nacida el 15 de mayo de 1988 en Reims, Francia) es una jugadora francesa de baloncesto profesional. Ella juega en el equipo de baloncesto nacional femenino de Francia. Ella ha competido en Juegos Olímpicos de 2012.
Miyem también es compatible con el grupo de hip-hop Eklectik en su iniciativa "Face Cancer", un proyecto destinado a crear conciencia sobre el cáncer a través de la música.